# Fernando Yáñez de Figueroa

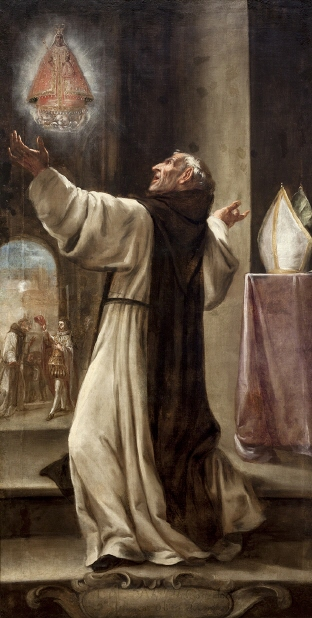
Fray Fernando Yáñez de Figueroa por Juan de Valdés Leal, óleo sobre lienzo, 246 x 126 cm, Sevilla, Museo de Bellas Artes de Sevilla. Valdés representa al monje jerónimo absorto, ofreciéndose con los brazos abiertos a la Virgen de Guadalupe que se le aparece, con la mitra a la que renunció sobre una mesa y al fondo la escena en la que el rey Enrique III le ofrece el arzobispado de Toledo.

Fernando Yáñez de Figueroa, fallecido en el Monasterio de Guadalupe (Cáceres) el 25 de septiembre de 1412, fundó con Pedro Fernández Pecha y un reducido número de eremitas retirados en la ermita de Nuestra Señora del Castañar, cerca de Toledo, la Orden de San Jerónimo, aprobada por el papa Gregorio XI en 1373.

## Biografía
Nacido en Cáceres, hijo de Juan Fernández de Sotomayor, influyente personaje de la corte de Alfonso XI, y de María Yáñez de Figueroa, se educó y crio junto al príncipe heredero, Pedro I, que le demostró sincera amistad. En lugar de proseguir la carrera cortesana, a la que parecía destinado, Fernando Yáñez o Fernandiañez optó muy joven por la vida clerical, tomando posesión de una canonjía y de la capellanía de los Reyes Viejos de la catedral de Toledo por merced de Pedro I, ya rey. Sin embargo, al poco tiempo, renunció también a estas prebendas para unirse a un grupo de eremitas establecidos en los montes de El Castañar.
Siguiendo las profecías del sienés Tomasso Unzio o Tomasuccio da Foligno (1319-1377), que en tiempos de crisis como los que se vivían en la Europa occidental y en la Iglesia había anunciado la descensión del Espíritu Santo en España, un grupo de eremitas, algunos de ellos llegados de Italia, deseosos de imitar el modo de vida ascético y retirado de san Jerónimo y refundar su orden, tal como por su parte anunciaba santa Brígida de Suecia, se habían instalado en diversos parajes solitarios de la Península. La incorporación a este grupo de Fernando Yáñez, conocido y respetado en la corte, causó profunda impresión e hizo que muchos cortesanos acudiesen a visitarlo en busca de consejo espiritual. Entre ellos Pedro Fernández Pecha, antiguo camarero mayor y tesorero de Alfonso XI, que se reunió con él en la ermita de Nuestra Señora de Villaescusa, en las riberas del río Tajuña, actualmente un despoblado de Orusco de Tajuña (Madrid), a donde se había trasladado buscando mayor soledad.
Mal vistos por las órdenes constituidas y en especial por los terciarios franciscanos, que les acusaban de begardos o beguinos, en 1367 los eremitas del Castañar con Yáñez y Pecha al frente se instalaron en Lupiana (Guadalajara), en torno a una antigua ermita dedicada a san Bartolomé, donde decidieron proceder a la fundación de una nueva comunidad. Para solicitar la aprobación papal Pedro Fernández Pecha marchó con Pedro Román a Aviñón, donde Gregorio XI les dio su aprobación por medio de la bula Sane petitio o Salvatoris humanae generis de 15 de octubre de 1373, fijándoles como constitución y norma de vida la regla de la orden de san Agustín según la observancia que de ella se hacía en el monasterio eremítico de Santa María del Santo Sepulcro de Florencia.
De regreso a España, Pecha, aún seglar, ocupó brevemente el priorato del recién constituido monasterio de San Bartolomé de Lupiana, el primero de la nueva orden, pero el mismo año pasó el cargo a Yáñez que lo detentó por espacio de quince años. En 1389, con treinta monjes de Lupiana, marchó a Guadalupe para tomar posesión del monasterio y su señorío, entregado por el rey Juan I a la Orden de San Jerónimo. A diferencia de los otros cenobios de la orden, Guadalupe era un monasterio rico, cabeza de un señorío temporal con numerosas propiedades y rentas y, alejado del ideal de vida anacoreta con que había nacido la orden, centro de peregrinaciones dentro de una población, la Puebla, que no veía con buenos ojos perder la condición de villa de realengo. En los años de su gobierno Yáñez contribuyó a engrandecerlo y embellecerlo con la construcción del claustro de los Milagros y su templete mudéjar, el hospital de San Juan Bautista, la enfermería monástica y las granjas de recreo de Valdefuentes y Mirabel. Pero el engrandecimiento de la Orden y las nuevas condiciones en que se daba su rápido crecimiento dieron lugar también a enfrentamientos entre un grupo de clérigos letrados de reciente incorporación y los fundadores, de condición y origen diversos, a los que tachaban con frecuencia de simples e indoctos. La tensión estalló en 1406 cuando un grupo de monjes rivales de Yáñez quisieron privarle del priorato, en palabras de fray José de Sigüenza, «levantándole un crimen feo, poner dolencia en su afabilidad y trato amoroso y finalmente lo que era señas de caridad, y entrañas como de padre, baptizarlo con nombre nefando, que no paró la malicia hasta aquí». Resuelto el conflicto con la expulsión de los trece monjes «revoltosos» —que fundaron una nueva comunidad jerónima en Montamarta (Zamora)— Yáñez pudo mantenerse al frente del monasterio hasta su muerte, ocurrida el 25 de septiembre de 1412.